# Borów Polski
Borów Polski (deutsch Windisch Borau, auch Windischborau) ist ein Dorf in der Stadt- und Landgemeinde Nowe Miasteczko (Neustädtel) im Powiat Nowosolski (Neusalz an der Oder) in der Woiwodschaft Lebus in Polen.

## Geschichte
Erstmals urkundlich erwähnt wurde das kleine Dorf um das Jahr 1220 im Zusammenhang mit der Zahlung des Zehnten, den es damals an die Kirche in Zölling (polnisch Solniki) zu entrichten hatte. Urkundlich erwähnt wurde „Borow polonicale“ 1295. Es gehörte zunächst zum piastischen Herzogtum Sagan, das sich 1329 Böhmen unterstellt hatte. Mitte des 14. Jahrhunderts gelangte es an die Herren von Rechenberg. Diese stifteten 1414 die Kirche, die während der Reformation von 1559–1654 als evangelisches Gotteshaus diente. 1548–1550 erbaute Georg von Rechenberg „auf Wartemberck und Windischenboraw“ das Schloss Windisch Borau. Nach dem Tod der Helene von Rechenberg († 1628), die mit dem katholischen Grafen von Sprintzenstein verheiratet war, kam Windischborau nach einem jahrelangen Erbstreit an die Wartenberger Jesuiten.
Nach dem Ersten Schlesischen Krieg 1742 fiel Windischborau mit dem größten Teil Schlesiens an Preußen. 1787 wurde es von Herzog Peter von Biron, Herzog von Kurland und Semgallen, erworben. Nach dessen Tod erbte Birons Tochter Dorothea von Sagan die Herrschaft Deutsch Wartenberg. Deren Nachkommen verkauften 1879 das Gut Windischborau an den preußischen Minister Rudolf Friedenthal, der es seiner Tochter Renata von der Lancken-Wackenitz vererbte.
Nach der Neugliederung Preußens gehörte Windischborau ab 1815 zur Provinz Schlesien und war ab 1818 dem Landkreis Freystadt i. Niederschles. eingegliedert, mit dem es bis 1945 verbunden blieb. 1874 wurde die Landgemeinde Windischborau dem Amtsbezirk Neustädtel eingegliedert.
Als Folge des Zweiten Weltkriegs fiel Windischborau 1945 wie fast ganz Schlesien an Polen und wurde in Borów Polski umbenannt. Die deutsche Bevölkerung wurde, soweit sie nicht schon vorher geflohen war, 1946 vertrieben. Die neu angesiedelten Bewohner waren zum Teil Heimatvertriebene aus Ostpolen, das an die Sowjetunion gefallen war.

## Sehenswürdigkeiten
- Katholische Kirche St. Clemens (Kościół św. Klemensa) wurde 1414 durch die Brüder Nickel, Günther, Heinrich und Clemens von Rechenberg gestiftet. Sie war ursprünglich den hll. Maria, Barbara und Clemens gewidmet. Es ist eine Saalkirche aus Feldstein mit einer hölzernen Tonnendecke. Der gotische Taufstein stammt aus  der Zeit um 1500. Der Hauptaltar mit dem Gemälde der hl. Anna wurde um 1720 geschaffen. Derzeit ist die Kirche eine Filiale der Pfarrkirche St.-Magdalena in Nowe Miasteczko (Neustädtel).
- Im Norden liegt die Ruine der barocken St.-Anna-Kapelle (Kaplica św. Anny) aus der Zeit um 1600.
- Die vormalige Burg stammt aus dem 14. Jahrhundert. Sie erstreckte sich wohl über ein Rechteck von 22,6 m × 30 m, wobei das dreistöckige Wohnhaus von 9 × 22,6 m im Nordosten stand. Die Burg war von einem tiefen Graben umgeben, der stellenweise über 20 Meter breit war. 1548 bis 1550 wurde die Burg zu einem Schloss im Stil der Renaissance umgebaut. Der Turm stürzte 1800 ein, im 19. Jahrhundert wurden die erhaltenen Reste der Anlage als Getreidespeicher genutzt, nach 1945 wurde sie zur Ruine.[2]

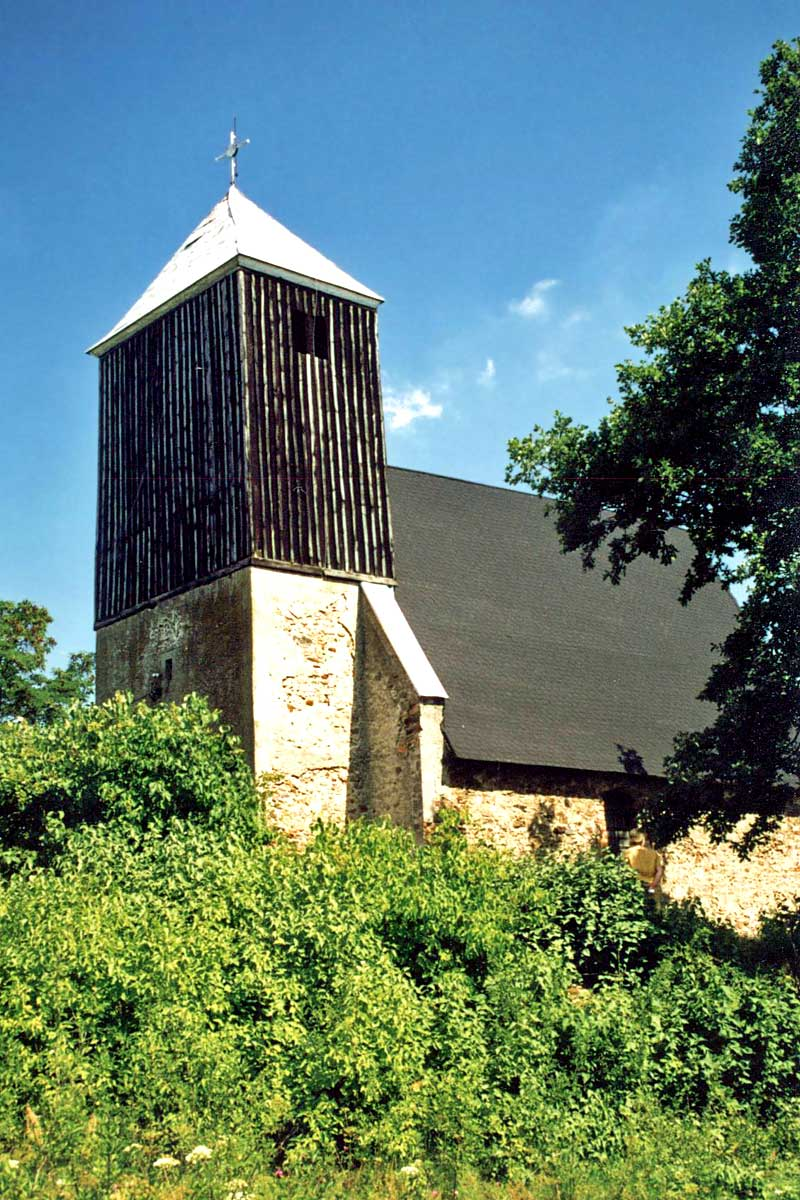
Die Kirche St. Clemens
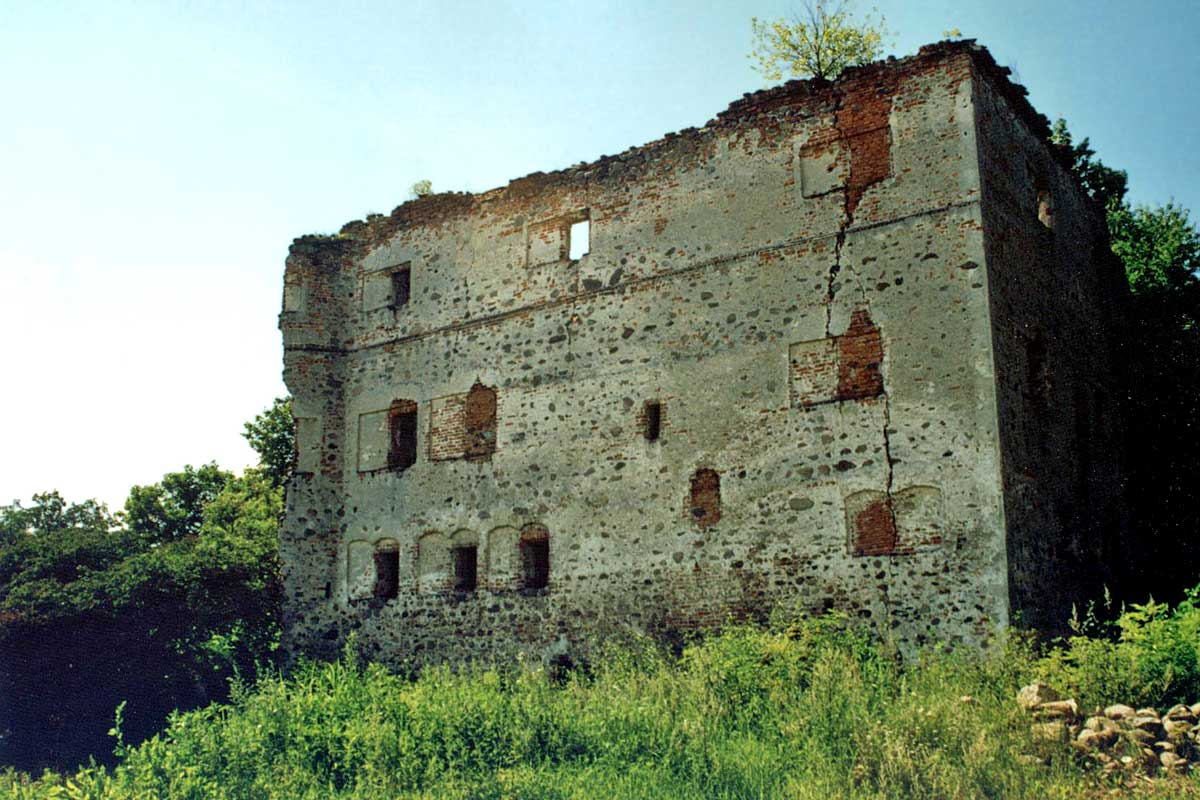
Das Schloss
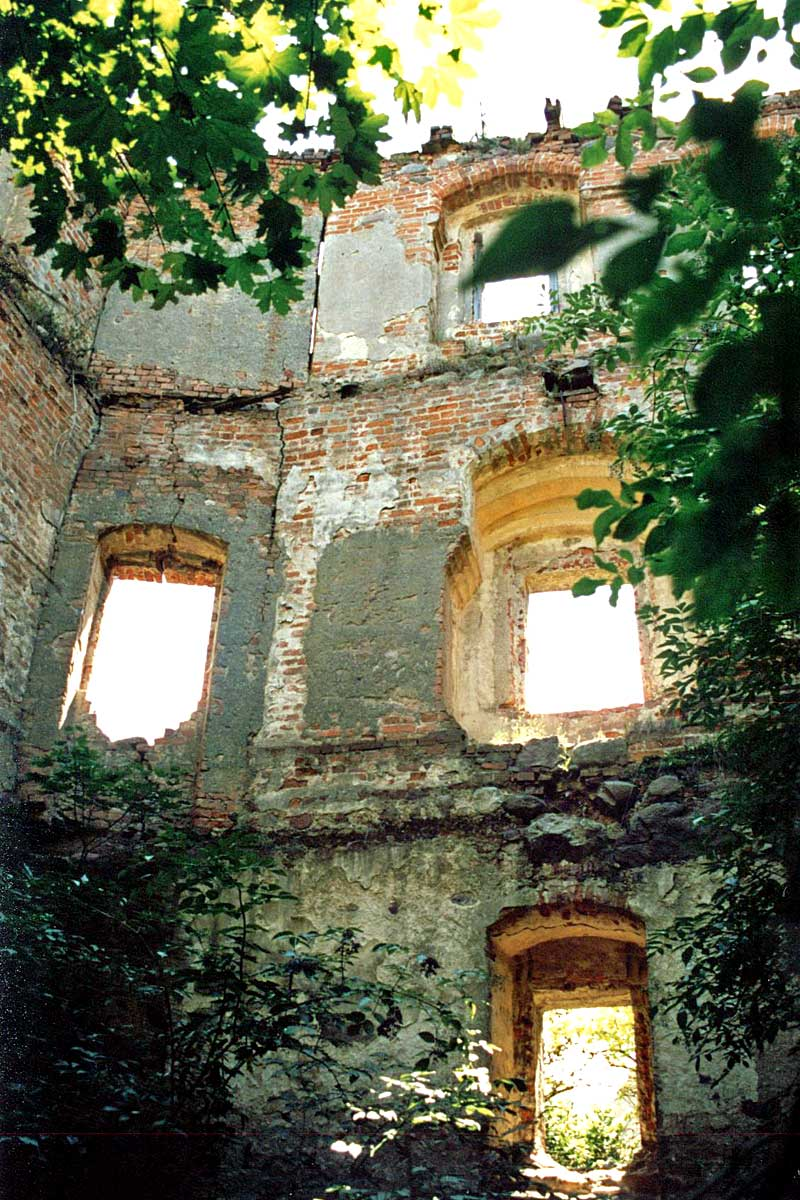
Das Innere des Schlosses